# Międzynarodowe zawody w triathlonie – Poznań 1984
Międzynarodowe zawody w triathlonie – pierwsze w Polsce zawody w triathlonie, które odbyły się w Poznaniu 14 lipca 1984 i miały charakter międzynarodowy.
Areną zawodów był Kiekrz i jezioro Kierskie. Wystartowało 137 zawodników, w tym trzy kobiety. W zawodach zwyciężył Jan Olesiński – olimpijczyk z Moskwy (1980), mistrz świata w pięcioboju nowoczesnym. Poznański oddział TKKF tworzył zręby organizacyjne triathlonu w Polsce. W 1985 powstała tu pierwsza sekcja triathlonowa.